# Clerodendrum japonicum
Clerodendrum japonicum är en kransblommig växtart som först beskrevs av Carl Peter Thunberg, och fick sitt nu gällande namn av Robert Sweet. Clerodendrum japonicum ingår i släktet Clerodendrum och familjen kransblommiga växter. Inga underarter finns listade i Catalogue of Life.

## Bildgalleri

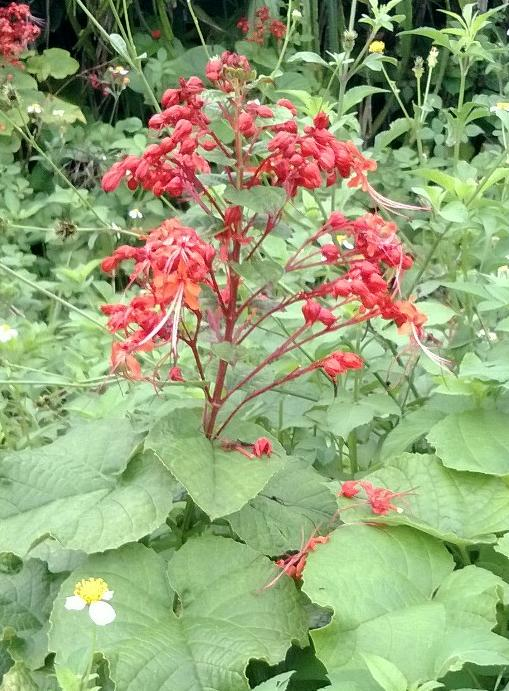